# Noble gesta
Noble gesta (L'onorevole Angelina) es una película italiana de 1947 dirigida por Luigi Zampa. La protagoniza Anna Magnani, que ganó la Copa Volpi a la mejor actriz en la 8.ª Muestra Internacional de Cine de Venecia. A la vez, Zampa fue candidato al León de Oro. La película está incluida entre los 100 film italiani da salvare.

## Sinopsis
En el pueblo romano de Pietralata, Angelina vive con su familia en un barrio humilde, de casas construidas por sus propios vecinos aprovechando las aportaciones estatales del periodo fascista. Con su carácter, Angelina se convierte en un paladín de la gente pobre. Lucha contra los especuladores y consigue mejorar el suministro de agua o una nueva terminal de autobuses para el barrio.
De pronto, una inundación provocará que algunos habitantes del pueblo se encuentren sin hogar, ante lo que las mujeres del barrio, dirigidas por Angelina, deciden ocupar los nuevos edificios que el comendador Garrone está construyendo cerca de allí. El marido de Angelina, un policía, se ve obligado a arrestar a su mujer, pero afortunadamente el comendador Garrone no presenta ninguna denuncia y, en cambio, concede un nuevo alojamiento a Angelina y su familia.
El resto de mujeres del barrio eligen a Angelina como su representante y la querrían como miembro honorable de la Cámara de Representantes. Angelina convence sus compañeros porque abandonen los nuevos edificios, seguro que el comendador Garrone los alquilará los apartamentos una vez acaben los trabajos. En lugar de esto, se da cuenta, durante una cena a casa del comandante, que ha sido engañada y manipulada por el rico contratista de la construcción. Cuando volvió al barrio, es desafiada e insultada. Todavía intenta ocupar los apartamentos y esta vez acaba en la prisión. Pero el hijo del comendador, enamorado de la hija de Angelina, convence a su padre para que respete sus compromisos y los residentes del barrio finalmente podrán tener los nuevos apartamentos.
Angelina declara que a partir de ahora rechaza cualquier cargo político y vuelve a trabajar como ama de casa cerca de su marido y su familia.

## Reparto
- Anna Magnani - Angelina Bianchi
- Nando Bruno - Pasquale Bianchi
- Ave Ninchi - Carmela
- Ernesto Almirante - Luigi
- Agnese Dubbini - Cesira
- Armando Migliari - Callisto Garrone
- Maria Donati - La seño Garrone
- Maria Grazia Francia - Annetta Bianchi
- Vittorio Mottini - Roberto
- Franco Zeffirelli - Filippo Garrone
- Gianni Musi - Libero Bianchi
- Ughetto Bertucci - el droguero
- Anita Angius - Adriana Bianchi

## Recepción
La película consiguió el cuarto lugar en el ranking de taquilla entre las películas italianas de la temporada 1947-48.

## Premios
- 8.ª Muestra Internacional de Cine de Venecia: Copa Volpi por la mejor interpretación femenina (Anna Magnani)
- Nastro de Argento a la mejor actriz protagonista (Anna Magnani)